# Ronan Simoneau
Ronan Simoneau est un pilote français de char à voile, de catégorie Classe Standart né le 4 mars 1971 à Clichy. 

## Palmarès

### Championnats du monde
- Médaille d'or en 2008, à Rada Tilly,  Argentine
- Médaille d'or en 2006, Le Touquet,  France

### Championnats d'Europe
- Médaille d'argent en en 2005, à Terschelling,  Pays-Bas

### Championnats de France
- Champion de France 2009 et 2006 en Classe Standard.
- Champion de France 1999, 2001, 2002, 2003 en Classe Promo.

### Record
- Le 7 septembre 2004, sur la plage de Pentrez, Christine Chuberre, Ludovic Lefebvre et Ronan Simoneau s'élancent pour une durée de 24 heures. En décomptant les quelque 9 minutes d'immobilisation (changement de pilote et divers réglages), les pilotes de Plouharnel ont parcouru 1122,4 km: nouveau record de distance.